# Carlo Morelli (baritono)
Carlo Morelli, pseudonimo di Carlo Zanelli (Valparaíso, 1897 – Città del Messico, 1970), è stato un baritono cileno, fratello del baritono e tenore Renato Zanelli.

## Biografia
Di padre italiano e madre cilena, lavorò dapprima in California come ingegnere, quindi studiò canto a Bologna e successivamente con Leopoldo Mugnone a Firenze.
Iniziò la carriera nel 1921 in Italia, dove al Teatro Costanzi di Roma apparve nel 1923 ne La Vestale, l'anno seguente come Jochanaan in Salomè e nella prima de La Ghibellina di Renzo Bianchi. Nel 1925 esordì con La traviata al Teatro alla Scala, dove si esibì con successo fino al 1934 in numerosissimi ruoli.
Nel 1929 cantò all'Opera di Roma, nel periodo 1931-1933 all'opera di Montecarlo, nel 1935 all'Opera di Chicago nella prima americana de La fiamma di Ottorino Respighi, nel 1936 all'Opera di San Francisco. Nel 1928 e 30 fece apparizioni alla Royal Opera di Copenhagen e fu presente per diverse stagioni al Gran Teatre del Liceu di Barcellona.
Dal 1935 al 40 fu membro della Metropolitan Opera House di New York, dove cantò principalmente nel repertorio italiano, in 13 ruoli e 72 recite. Fu anche invitato al Teatro Colón di Buenos Aires e in altri primari teatri del Sud America, oltre che a Città del Messico, dove si stabilì e fu attivo anche come insegnante di canto.
I ruoli che gli diedero maggior notorietà furono Scarpia in Tosca, Germont ne La Traviata, Escamillo  in Carmen. Cantava in sei lingue. Fece alcune registrazioni per la Columbia Records.

## Discografia
- Otello: Credo..., Era la notte, Rigoletto: Cortigiani..., Zazà:  Zazà del mio buon tempo, Zazà, piccola zingara, Hérodiade: Vision fuggitiva, Andrea Chénier: Nemico della patria, La Gioconda: O monumento, Pescator affonda l'esca - Columbia 1928/30
- Aida, con Gina Cigna, Giovanni Martinelli, Bruna Castagna, Nicola Moscona, dir. Ettore Panizza - dal vivo Met 1937
- La Gioconda, con Zinka Milanov, Giovanni Martinelli, Bruna Castagna, Nicola Moscona, dir. Ettore Panizza - dal vivo Met 1939
- Manon Lescaut, con Clara Petrella, Mario Del Monaco, dir. Giuseppe Antonicelli - dal vivo Città del Messico 1951